# Шишкин, Егор Фёдорович
Егор Фёдорович Шишкин (1861 — ?) — крестьянин, депутат Государственной думы II созыва от Томской губернии

## Биография
Старообрядец. Родился в крестьянской семье в Леденцовской волости Глазовского уезда Вятской губернии. Дома выучился  читать и писать.
В 1884 году перебрался на место жительства в Сибирь.
В 1900—1901 годах участвовал в китайской кампании русской армии (подавление "боксерского восстания"), а 1904—1905 годах в русско-японской войне.
Во время избрания в Государственную думу был крестьянином деревни Коловой Айской волости Бийского уезда Томской губернии;. В политических партиях не состоял, но придерживался левых политических взглядов. Земледелец.
Весной 1907 года был избран выборщиком от Айской волости для  участия в работе Бийского уездного избирательного собрания.
8 апреля 1907 года съездом уполномоченных от волостей Бийского уезда был избран выборщиком для участия в губернском избирательном собрании. 10 мая 1907 года избран в Государственную думу II созыва от общего состава выборщиков Томского губернского избирательного собрания (45 избирательными шарами против 35 неизбирательных). Однако так и не прибыл в Думу до ее роспуска  3 июня 1907 года.
Дальнейшая судьба и дата смерти неизвестны.

### Архивы
- Российский государственный исторический архив]. Фонд 1278. Опись 1 (2-й созыв). Дело 637. Лист 11, 12.